# Thomas Ferguson
Thomas Ferguson (* 7. Juli 1949) ist ein US-amerikanischer Professor für Politikwissenschaft an der University of Massachusetts Boston. Er wurde an der Princeton University promoviert und schreibt für The Nation und die Huffington Post. Er vertritt die Investment theory of party competition: Die wirtschaftliche Elite, nicht die Wähler, bestimmten die Politik in demokratischen Ländern.

„The real market for political parties is defined by major investors, who generally have good and clear reason for investing to control the state … Blocs of major investors define the core of political parties and are responsible for most of the signals the party sends to the electorate.“

Ferguson kritisiert das Vorgehen während der Finanzkrise: Den Akteuren in den Banken seien Blankoschecks für ihr Handeln ausgestellt worden Sie konnten weitermachen wie bisher und wussten, dass sie, wenn etwas schiefgeht, gerettet werden. Gegen dieses Moral Hazard solle vorgegangen werden:
- Bei einer Bankenrettung müsse das Management ausgetauscht werden.
- Boni der Banker müssten sich an langfristigen Leistungen orientieren.[3]

## Schriften
- Betting on Hitler - The Value of Political Connections in Nazi Germany, Quarterly Journal of Economics, Feb. 2008 (englisch)
- The American Wage Structure, 1920-1947, Journal of Financial and Quantitative Analysis, 2004 (englisch)
- Mixed-Asset Portfolio Composition with Long-Term Holding Periods and Uncertainty, Levy Economics Institute Working Paper Nr. 249, Sep. 1998 (englisch)
- The Political Economy of Knowledge and the Changing Politics of the Philosophy of Science. Telos 15 (Spring 1973). New York: Telos Press (englisch)
- Golden Rule: The Investment Theory of Party Competition and the Logic of Money-Driven Politics, 1987 (englisch)
- Right Turn: The Decline of the Democrats and the Future of American Politics mit Joel Rogers, 1986 (englisch)
- The Political Economy: Readings in the Politics and Economics of American Public Policy, 1984 (englisch)